# Irena Woźniacka
Irena Woźniacka-Froń (ur. 20 października 1945 w Ciechanowcu, zm. 22 sierpnia 2023 w Warszawie) – polska piosenkarka.

## Życiorys
Ukończyła Liceum Plastyczne w Szczecinie. Debiutowała w 1965 roku jako wokalistka jazzowa, współpracując z zespołem Andrzeja Mazurkiewicza. W 1968 roku wystąpiła na Studenckim Festiwalu Jazzowym „Jazz nad Odrą”. W latach 1971–1974 śpiewała w zespołach: Waganci i Czerwono-Czarni, by następnie rozpocząć karierę solową. Największą popularność przyniosły jej recitale na Festiwalu Piosenki Żołnierskiej, gdzie zdobyła Srebrny Pierścień (1972) i oraz trzykrotnie Złoty Pierścień (1974, 1977, 1984).

## Dyskografia

### Albumy studyjne
- Dżinsowy świat (1978, Pronit)
- Miss Polonia (1989, Muza)

### Single i minimalbumy
- Do wesela się wszystko zagoi (1974, Muza)
- Jutro nasz ślub / Gdzie my oboje z Elżbietą Bukowiecką (1977, Tonpress)
- Takie ładne chłopaki (1977, Tonpress)
- Casanova w dyskotece (Muza)

### Składanki
- Kołobrzeg 74 Premiery 2 (1974, Muza)
- Kołobrzeg 75 Melodie bratnich armii (1975, Muza)
- Kołobrzeg 76 Jubileusz 2 (1976, Muza)
- Kołobrzeg 76 Premiery (1976, Muza)
- Kołobrzeg 77 Jakie ładne chłopaki. Żołnierska ballada (1977. Muza)
- FPŻ Kołobrzeg '81 Premiery (1) (1981, Muza)
- Rzecz o berlińskiej potrzebie (1985, Muza)
- Tak jak wojsko nikt nie śpiewa (1986, Muza)
- 21 FPŻ Kołobrzeg '87. Dwa miecze (1987, Muza)
- Przeboje kołobrzeskich festiwali. Po ten kwiat czerwony (1988, Muza)
- 22 FPŻ Kołobrzeg '88 Najpiękniejsza z róż (1988, Muza)
- Przeboje kołobrzeskie Janusz Kępski, Marek Sewen (1989, Muza)

## Nagrody i wyróżnienia
- XI Krajowy Festiwal Piosenki Polskiej w Opolu 1973 – Nagroda publiczności,
- Festiwal Piosenki Żołnierskiej Kołobrzeg 1974, 1977 i 1984 – „Złoty Pierścień”,
- Festiwal Piosenki Żołnierskiej Kołobrzeg 1972 – „Srebrny Pierścień”.